# Isla de Mompox (subregión)
La Zona de Desarrollo Económico y Social (Zodes) Isla de Mompox es una subregión del departamento de Bolívar (Colombia), ubicado al centro-oriente del mismo.
La actividad económica principal de la Isla de Mompóx es la ganadería y las artesanías, con gran potencial turístico, de orfebrería y ebanistería.
Comprende buena parte de la isla Margarita. Está integrada por los siguientes municipios:
| Bandera | Nombre               | Altitud (m s. n. m.) | Temperatura promedio (°C) | Área (km²) | Habitantes | Año de fundación | Habitantes cabecera municipal |
| ------- | -------------------- | -------------------- | ------------------------- | ---------- | ---------- | ---------------- | ----------------------------- |
|         | Cicuco               | 19                   | 30                        | 103        | 11 124     | 1994             | 7 581                         |
|         | Hatillo de Loba      | 18                   | 32                        | 150        | 12 043     | 1745             | 3 513                         |
|         | Margarita            | 20                   | 32                        | 295        | 9 966      | 1882             | 1 760                         |
|         | San Fernando         | 18                   | 33                        | 388        | 13 846     | 1759             | 2 956                         |
|         | Santa Cruz de Mompós | 16                   | 31                        | 645        | 44 460     | 1537             | 26 137                        |
|         | Talaigua Nuevo       | 20                   | 30                        | 261        | 11 387     | 1540             | 5 397                         |